# Alchemilla ikizdereensis
Alchemilla ikizdereensis är en rosväxtart som beskrevs av H. Kalheber. Alchemilla ikizdereensis ingår i släktet daggkåpor, och familjen rosväxter. Inga underarter finns listade i Catalogue of Life.